# Фань, Хуэй Роза
Роза Фань Хуэй  (кит.  范惠 貞女, 1855 г., Фань, провинция Хэбэй, Китай — 16.08.1900 г., там же) — святая Римско-Католической Церкви, мученица.

## Биография
Роза Фань Хуэй родилась в 1855 году в деревне Фань, провинция Хэбэй, Китай. В молодости приняла таинство крещения. В 1899—1900 гг. в Китае вспыхнуло Ихэтуаньское восстание, во время которого жестоко преследовались христиане. Школа, в которой работала Роза Фань Хуэй в 1900 году, закрылась и она вернулась в родную деревню. Из-за угрозы преследований Роза Фань Хуэй укрывалась в поле, расположенном недалеко от деревни. 15 августа, в день торжества Успения Пресвятой Богородицы Девы Марии, к ней пришли две женщины, чтобы отметить этот католический праздник. Роза Фань Хуэй сказала им, что она готова умереть за свою веру. На следующий день, 16 августа 1900 года, в деревню вошли повстанцы. Роза Фань Хуэй не знала об этом, чем воспользовались знакомые Розы Фань Хуэй, которые сказали ей, что в деревне нет повстанцев. Она поверила им и пошла вместе с ними в деревню. По дороге в деревню знакомые Розы Фань Хуэй попытались её ограбить, но она смогла дать грабителям достойный ответ и убежать. В отместку за это знакомые Розы Фань Хуэй сообщили повстанцам место её укрытия. Повстанцы, обнаружив Розу Фань Хуэй, потребовали от неё отказаться от своей веры. Роза Фань Хуэй отказалась подчиниться повстанцам, за что была сразу же убита. Мертвое тело Розы Фань Хуэй повстанцы бросили в реку.

## Прославление
Роза Фань Хуэй была беатифицирован 17 апреля 1955 года Римским Папой Пием XII и канонизирована 1 октября 2000 года Римским Папой Иоанном Павлом II вместе с группой 120 китайских мучеников.
День памяти в Католической Церкви — 9 июля.

## Источник
- George G. Christian OP, Augustine Zhao Rong and Companions, Martyrs of China, 2005, стр. 98